# Ann-Cathrin Sudhoff
Ann-Cathrin Sudhoff (* 1972 in Essen) ist eine deutsche Schauspielerin.

## Leben
Ann-Cathrin Sudhoff absolvierte von 1988 bis 1989 eine Schauspielausbildung an der Governors Magnet School for Arts in Norfolk, Virginia, in den USA und von 1991 bis 1995 ein Schauspielstudium an der Hochschule für Musik und Darstellende Kunst in Graz. 1995 schloss sie das Studium mit einem Schauspieldiplom ab.
Bereits während ihres Studiums trat Sudhoff 1993 in Graz im Theater im Palais unter anderem in dem Theaterstück Fräulein Julie von August Strindberg auf. Es folgte von 1995 bis 1999 ein erstes Theaterengagement am neuen theater Halle. Dort spielte sie unter der Regie von Peter Sodann die Lucile in Dantons Tod von Georg Büchner. Außerdem trat sie unter anderem in der Mittsommernachtssexkomödie von Woody Allen und in einer Bühnenfassung von Zündels Abgang nach dem Roman von Markus Werner auf. Bei den Burgfestspielen Mayen übernahm Sudhoff 1995 die Helena in Ein Sommernachtstraum von William Shakespeare. Ein weiteres Theaterengagement hatte Sudhoff 2005 an der Komödie Winterhuder Fährhaus. Unter der Regie von Gabriel Barylli trat sie 2007 in Ohio, wieso? am Altonaer Theater auf.
Ab Mitte der 1990er Jahre begann dann auch ihre Karriere im deutschen Fernsehen. Sudhoff übernahm hierbei mehrere durchgehende Serienrollen, so spielte sie u. a. von 1994 bis 1995 an der Seite von Jenny Gröllmann eine der beiden Titelrollen in der deutsch-österreichischen ZDF-Familienserie Iris & Violetta. Bekanntheit erlangte Sudhoff insbesondere durch die Rolle der Annette in der Sat.1-Fernsehserie Die Rote Meile, wo sie von 1999 bis 2001 gemeinsam mit Leon Boden spielte. Sie stellt darin eine junge Lehrerin dar, die sich in den Kiez-Clubbesitzer Johnny verliebt. Im Jahre 2004 übernahm Sudhoff dann an der Seite von Jan Fedder die Rolle der Streifenpolizistin Svenja Menzel in der ARD-Fernsehserie Großstadtrevier. Neben ihren festen Rollen in Fernsehserien war sie immer wieder in Gastrollen zu sehen.
Sudhoff wirkte auch in einigen Kurzfilmen und Kinoproduktionen mit, so 2002 in Lana und 2008 in Die Schimmelreiter.
Ann-Cathrin Sudhoff spricht die Erzählerin der Hörspiele von Conni & Co.
Sudhoff hat drei Kinder, einen Sohn und zwei Töchter. Sie lebt in Hamburg.

## Filmografie (Auswahl)
- 1994–1995: Iris & Violetta (Fernsehserie)
- 1997: Polizeiruf 110: Die falsche Sonja (Fernsehreihe)
- 1997: Polizeiruf 110: Heißkalte Liebe (Fernsehreihe)
- 1997: Ein Traum von Hochzeit (Fernsehfilm)
- 1998: Wolffs Revier: Ende einer Therapie (Fernsehserie, eine Folge)
- 1999: In aller Freundschaft: Hoffnungen (Fernsehserie, eine Folge)
- 1999: Gegen den Wind: Liberty Beach (Fernsehserie, eine Folge)
- 1999–2001: Die Rote Meile (Fernsehserie, 30 Folgen)
- 2000: Dr. Stefan Frank – Der Arzt, dem die Frauen vertrauen
- 2000: Der Bulle von Tölz: Mord im Chor (Fernsehserie)
- 2001: Die Kumpel: Die Knastbrüder (Fernsehserie, eine Folge)
- 2001: Stubbe – Von Fall zu Fall: Unschuldsengel (Fernsehreihe)
- 2003: Tatort: Rotkäppchen (Fernsehreihe)
- 2003: Die Rettungsflieger: Die Zeitbombe (Fernsehserie, eine Folge)
- 2003: SOKO Leipzig: Das Geheimnis der Braut (Fernsehserie, eine Folge)
- 2003: Wunschkinder und andere Zufälle (Fernsehfilm)
- 2004: Großstadtrevier (Fernsehserie, 24 Folgen)
- 2004: Unser Charly: Vermisst (Fernsehserie, eine Folge)
- 2005: In aller Freundschaft: Neue Wege (Fernsehserie, eine Folge)
- 2005: Hallo Robbie!: Wellenreiter (Fernsehserie, eine Folge)
- 2006: Da kommt Kalle: Akt am Strand (Fernsehserie, eine Folge)
- 2006: Kurhotel Alpenglück (Fernsehfilm)
- 2007: Die Gipfelstürmerin (Fernsehfilm)
- 2008: Notruf Hafenkante: Das verlassene Kind (Fernsehserie, eine Folge)
- 2008: Küstenwache: Totgeliebt (Fernsehserie, eine Folge)
- 2008: Die Schimmelreiter
- 2008: Familie Dr. Kleist: Familienzuwachs (Fernsehserie, eine Folge)
- 2010: Inga Lindström: Prinzessin des Herzens (Fernsehreihe)
- 2010: Traum aus Schokolade (Fernsehfilm)
- 2011: Vergiss nie, dass ich Dich liebe (Fernsehfilm)
- 2012: In aller Freundschaft: Mit hohem Einsatz (Fernsehserie, eine Folge)
- 2016: Neues aus Büttenwarder: Black Bronco (Fernsehserie, eine Folge)
- 2021: Das Traumschiff: Schweden (Fernsehreihe)
- 2025: Notruf Hafenkante: Der Preis der Lüge (Fernsehserie, eine Folge)